# Filip al II-lea al Spaniei
Filip al II-lea (în spaniolă Felipe II de Habsburgo, în portugheză Filipe I; n. 21 mai 1527, Valladolid, Castilia și León, Spania – d. 13 septembrie 1598, Mănăstirea El Escorial, San Lorenzo de El Escorial, Spania) a fost rege al Spaniei în perioada 1556 - 1598, rege al Neapolelui și al Siciliei în perioada 1554 - 1598, rege al Angliei și Irlandei (co-regent cu Maria I) în perioada 1554 - 1558, rege al Portugaliei și al Algarvelor (ca Filip I) în perioada 1580 - 1598 și rege al Căpitanatului general Chile (Regatul Chile) în perioada 1554 - 1556. A fost prinț suveran al Celor Șaptesprezece Provincii din 1556 până în 1581 și a deținut numeroase titluri de duce și conte pentru anumite teritorii.
Cunoscut sub numele Filip cel Prudent, a domnit asupra unuia dintre cele mai mari imperii, care deținea teritorii pe toate continentele cunoscute atunci de europeni.
Filip s-a născut la Valladolid, fiind fiul lui Carol al V-lea, Împărat al Sfântului Imperiu Roman și al soției sale, Isabela a Portugaliei. În timpul domniei sale, Spania a fost cea mai importantă putere din Europa de Vest. Sub conducerea lui, Spania a ajuns la maximul de influență și putere, a efectuat explorări în întreaga lume și a colonizat teritorii pe toate continentele cunoscute.
A fost descris de ambasadorul venețian Paolo Fagolo în 1563 ca fiind „de statură mică, cu ochi de un albastru pal, cu buze proeminente și pielea roz, însă întreaga lui apariție este foarte atractivă”. Ambasadorul a mai spus: „Se îmbracă cu mult bun gust și tot ce face este plin de curtoazie și grație”.
Insulele Filipine au fost numite după el.

## Tinerețe

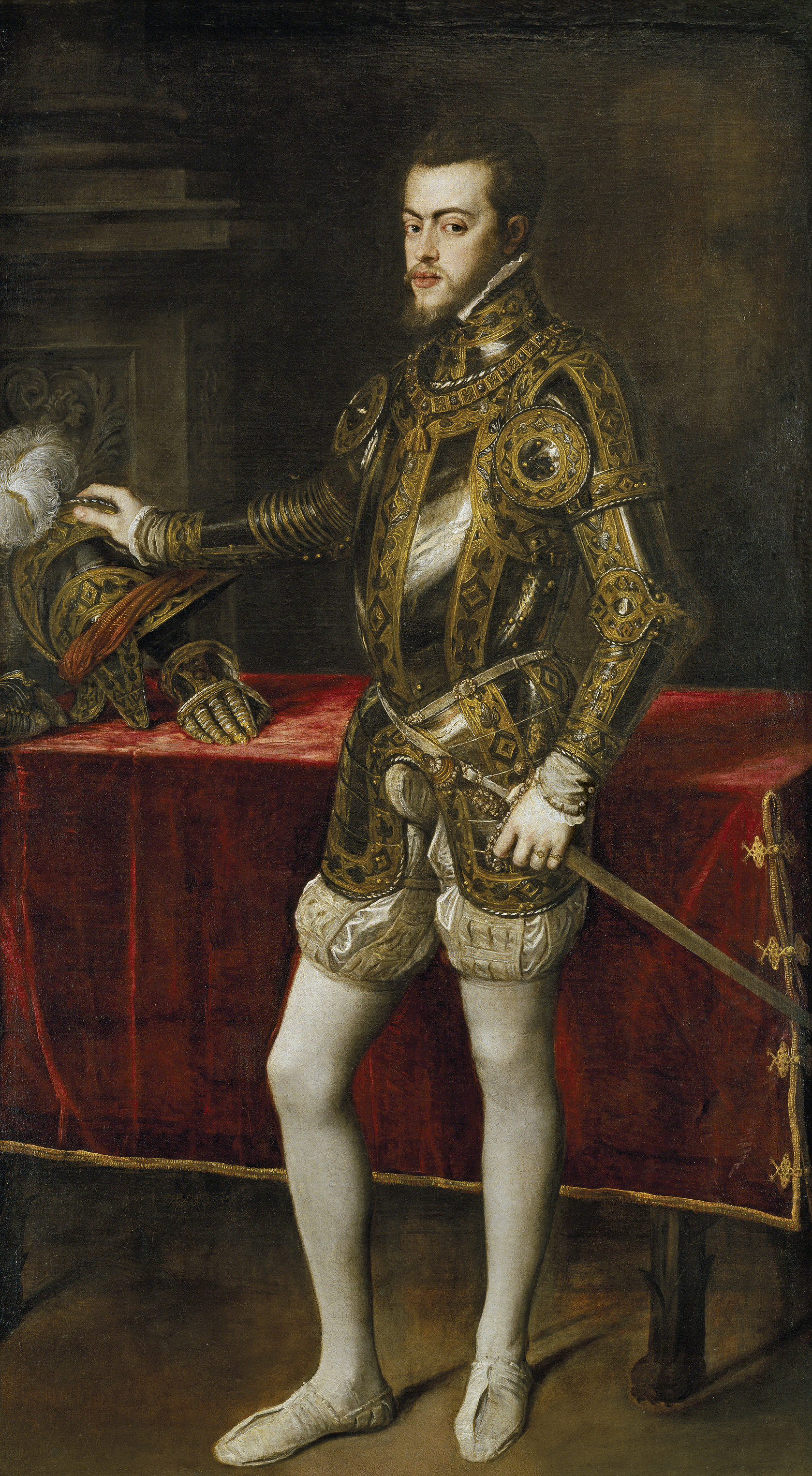
Portretul lui Tițian al prințului Filip în vârstă de aproximativ douăzeci și patru de ani îmbrăcat într-o armură bogat decorată. Albul pielii sale corespunde ciorapilor albi și luciului verzui auriu de pe armura sa. În acest fel, tenul palid al prințului apare mai distins.

Filip și-a făcut debutul în guvern la șaisprezece ani în 1543. Tatăl său, Carol al V-lea, după Revolta Comunităților Castiliene avea obiceiul să plaseze un membru al familiei ca regent în timpul absențelor sale. Până atunci, împărăteasa Isabela a efectuat această sarcină dar decesul ei în 1539 l-a forțat pe împărat să atribuie această funcție prințului Filip flancat de un consiliu de regență în fruntea căruia se găsea cancelarul și inchizitorul general Juan Pardo de Tavera.
Câțiva ani mai târziu, în 1546, prințul primește primul său teritoriu: ducatul Milano. De la moartea în 1535 a lui Francisc al II-lea Sforza, ducatul a fost de fapt vacant și, ca fief imperial, a revenit lui Carol al V-lea, care a trebuit să numească un nou duce. După zece ani, împăratul îi acordă prețiosul teritoriu propriului fiu. 
Filip era acum prinț al Spaniei, Duce de Milano și moștenitor al ducatului de Burgundia dar nu era decât un prinț minor când tatăl său a decis în 1552 ca Filip să se căsătorească cu regina Angliei Maria Tudor. Pentru ca cei doi să fie pe picior de egalitate, Carol i-a dat fiului său regatul Neapolelui în 1553.

## Ascensiunea la tron
La 25 octombrie 1555, Carol al V-lea a renunțat în mod oficial asupra domeniilor care aparțineau Ducelui de Burgundia, Filip obținând astfel suveranitatea asupra Țărilor de Jos și ducatul de Burgundia. De asemenea, el devine maestru al Ordinului Lânii de Aur.
Câteva luni mai târziu, la 16 ianuarie 1556, el devine rege al Spaniei sub numele Filip al II-lea. Totuși, Filip a mai trăit câțiva ani în Țările de Jos din cauza conflictului cu Franței. După semnarea Tratatului de la Cateau-Cambrésis și căsătoria cu Elisabeta a Franței, în vara anului 1559 se îmbarcă pentru a se întoarce în Spania. 
Deși uneori descris ca un monarh absolut, autoritatea lui Filip se confruntă cu multe constrângeri constituționale.

## Portugalia
Din anul 1580 Filip II a devenit Filip I, rege al Portugaliei, după ce a reușit să se impună candidatului oponent Antonio de Crato ce s-a încoronat el însuși rege al Portugaliei. Regele a remarcat din timp, din 1554, că trebuie să recunoască, ca frate vitreg, pe Ioan de Austria care a fost recunoscut deja, în secret, de tatăl lui, Carol Quintul.
Prima soție a regelui a fost Maria de Portugalia cu care s-a căsătorit în 1543 și, împreună, au avut un fiu, pe Don Carlos.
Această căsătorie a unit Spania cu Portugalia între anii 1580 și 1640. Mai târziu a fost observată greșeala făcută prin căsătoria înrudită (cei doi erau veri), fiul lor fiind handicapat fizic și mintal.

## Anglia
După moartea soției lui, Maria (12 iulie 1545), a urmat căsătoria de alianță cu regina Maria I a Angliei la 25 iulie 1554, verișoara tatălui său, numită și "mătușa" sau Maria Tudor. Căsătoria a fost dezaprobată de curtea engleză, fiind o căsătorie cu țeluri clar politice; în această perioadă el a folosit titlul de "rege al Angliei". La 16 ianuarie 1556 după retragerea lui Carol V (Quintul) din viața politică, devine Filip al II-lea, rege al Spaniei, dar revine în țară numai după moartea tatălui său.
În 1558 moare și cea de-a doua soție a lui, Maria Tudor, fără să-i lase urmași. Filip încearcă fără succes să se căsătorească cu sora mai tînără a Mariei Tudor, Elisabeta I a Angliei.

## Don Carlos
Bănuindu-l pe fiul său de a intriga împotriva lui, Don Carlos va fi arestat și după un scurt timp va muri. Adversarii lui Filip îl acuză de omorârea fiului său propriu, care ar fi fost singurul urmaș legitim al regelui. Dacă Don Carlos ar fi ajuns rege, fiind debil mintal, s-ar fi ajuns la o criză de stat.

## Situația politică în Europa

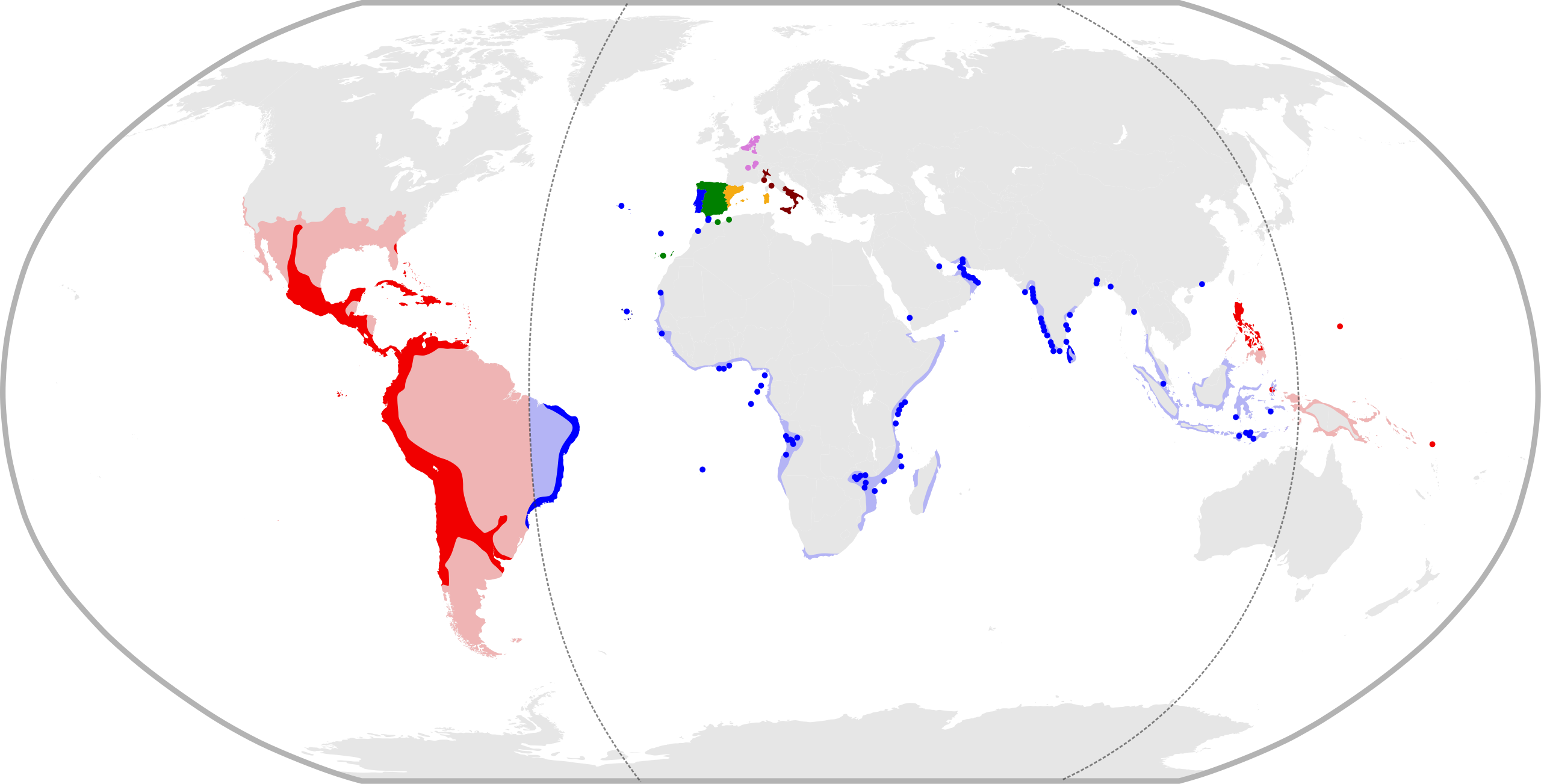
Dominioanele lui Filips al II-lea în 1598.

În a doua jumătate a secolului al XVI-lea, între Spania și Anglia situația politică devine tot mai încordată. Dușmănia dintre ele se datorează în mare parte inchiziției catolice spaniole. În anul 1559 se încheie pacea de la Cateau-Cambresis între Spania și Franța, după un război ce a durat 60 de ani. O condiție a păcii încheiate a fost căsătoria lui Filip cu fiica regelui francez Henric II, Elisabeta de Valois, cu care va avea două fiice. El și-a iubit soția, după moartea căreia a căzut într-o stare de letargie. 
Nepoata lui Filip, Ana de Austria, fiica împăratului Maximilian al II-lea, va fi soția a patra a monarhului, cu care va avea trei fii, pe Ferdinand, Carlos și Diego și o fiică, pe Maria. În timpul domniei sale sunt cucerite Florida și insulele Filipine, ce primesc numele regelui. În perioada regelui Filip situația financiară deficitară a statului este agravată de creșterea amenințătoare a puterii otomane, la care se adaugă conflictul cu Anglia și lupta pentru independență a „Țărilor de Jos”, care alcătuiesc „Uniunea de la Utrecht” (1579), în 1581 declarându-se independente de Spania.
Filip reușește să înlăture aceste conflicte numai parțial, prin îmbunătățirea situației financiare din veniturile aduse din coloniile americane, și prin obținerea prin căsătorie a coroanei portugheze.

## Armada spaniolă
Decapitarea reginei Scoției, Maria Stuart, a dat prilejul atacării Angliei de către Armada spaniolă, care însă va fi nimicită de flota engleză aflată sub conducerea lui Charles Howard și Francis Drake (1588), aceasta fiind dotată cu o artilerie (tunuri) mai modernă și vase mai iuți, adecvate unei luptei navale în Marea Nordului. Înfrângerea suferită de spanioli  a constat nu numai fiind nu numai în pierderile umane (12.000 de spanioli, în comparație cu cei 6000-8000 de englezi căzuți în luptă) și materiale, dar și în pierderea renumelui de „invicibila Armadă” spaniolă. Această victorie engleză a fost începutul afirmării Angliei ca putere maritimă.

## Războiul cu Franța
Între anii 1590 și 1598 Filip II a pornit războiul religios de partea papei și ducelui de Guise împotriva regelui hughenot Henric IV al Franței.

## Familie

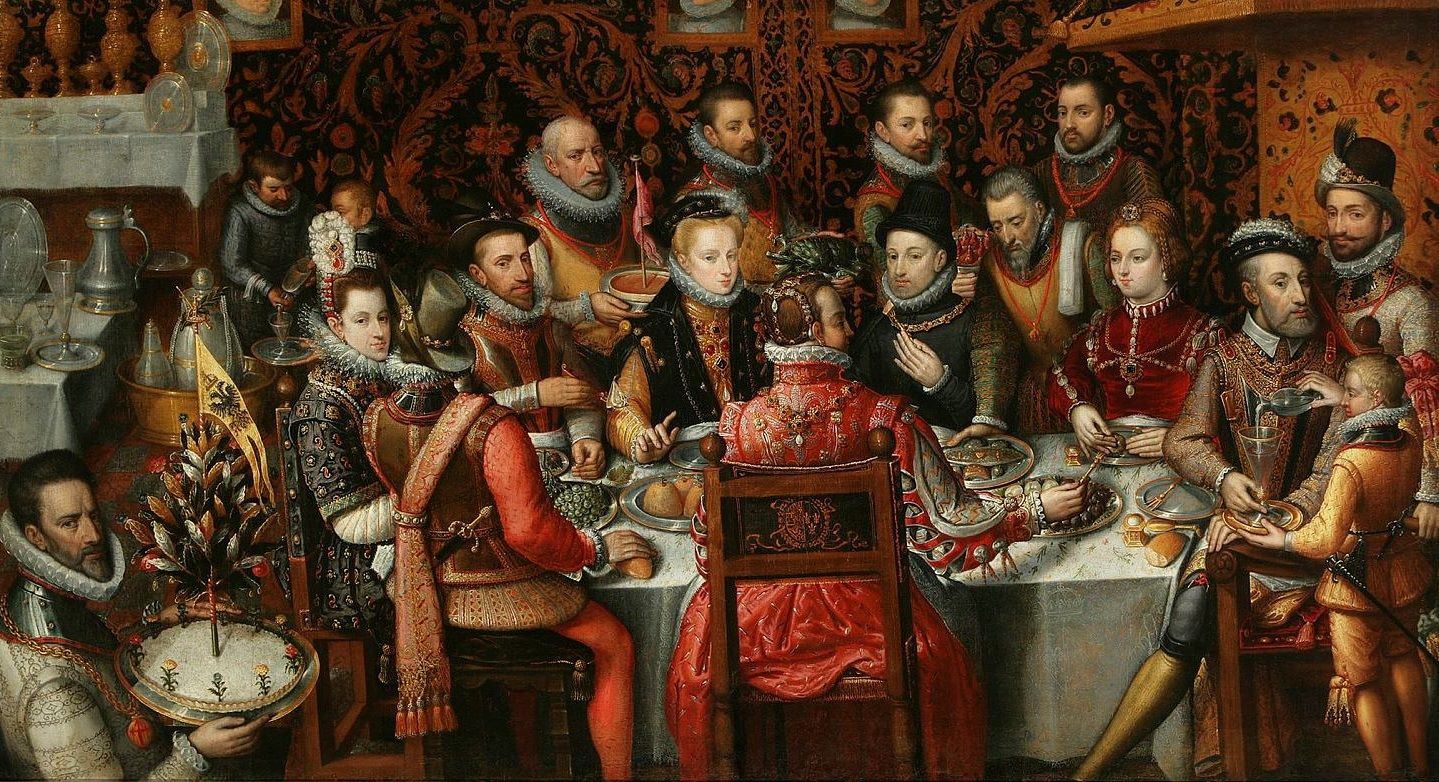
Filip și Ana la un banchet împreună cu familia și curtenii, de Alonso Sánchez Coello.

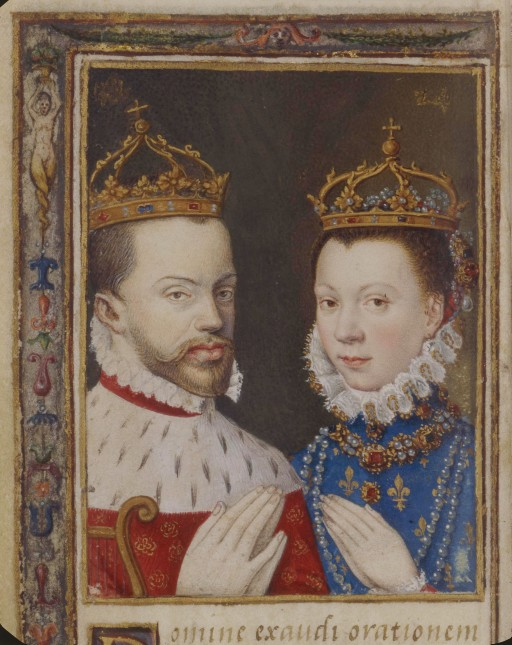
Filip și Elisabeta

Filip a fost căsătorit de patru ori și a avut copii cu trei dintre soțiile lui. Totuși, cei mai mulți copii au murit timpuriu.
Prima soție a lui Filip a fost verișoara sa primară, Maria Manuela, Prințesă a Portugaliei. Ea era fiica regelui Ioan al III-lea al Portugaliei și a reginei Ecaterina de Habsburg. Cuplul a avut un fiu, la a cărui naștere Maria a murit în 1545.
- Carlos, Prinț de Asturia (8 iulie 1545 – 24 iulie 1568), a murit celibatar și fără copii.

A doua soție a lui Filip a fost verișoara tatălui său, regina Maria I a Angliei. Căsătoria din 1554 cu Maria a fost una politică. Prin această căsătorie, Filip a devenit jure uxoris rege al Angliei, deși cuplul mai mult a trăit despărțit decât împreună, cei doi guvernându-și țările. Nu au avut copii iar Maria a murit în 1558. 
A treia soție a fost Elisabeta de Valois, fiica cea mare a regelui Henric al II-lea al Franței și a reginei Caterina de Medici. Căsătoria lor (1559-1568) a produs cinci copii. Elisabeta a murit la câteva ore după un avort în 1568. Copiii lor au fost:
- sarcină pierdută două fete gemene (1564).
- Isabella Clara Eugenia a Spaniei (12 august 1566 – 1 decembrie 1633), căsătorită cu Albert al VII-lea, Arhiduce de Austria; nu a avut copii.
- Catalina Micaela a Spaniei (10 octombrie 1567 – 6 noiembrie 1597), căsătorită cu Carol Emanuel I de Savoia; a avut copii.
- sarcină pierdută fiu (1568).

A patra soție și ultima a fost Ana de Austria, care îi era nepoată. (Această căsătorie a fost prima dintre cele trei căsătorii unchi-nepoată aflate în arborele genealogic al strănepotului său Carol al II-lea al Spaniei și răspunzătoare pentru bolile genetice care au terminat linia de Habsburg în Spania. Potrivit contemporanilor, această căsătorie 1570-1580) a fost fericită și satisfăcătoare atât pentru Filip cât și pentru Ana. Au avut patru fii și o fiică. Ana a murit după ce a născut-o pe Maria în 1580. Copiii lor au fost:
- Ferdinand, Prinț de Asturia (4 decembrie 1571 – 18 octombrie 1578), a murit tânăr
- Carlos Lorenzo (12 august 1573 – 30 iunie 1575), a murit tânăr
- Diego, Prinț de Asturia (15 august 1575 – 21 noiembrie 1582), a murit tânăr
- Filip (3 aprilie 1578 – 31 martie 1621), viitorul rege Filip al III-lea al Spaniei
- Maria (14 februarie 1580 – 5 august 1583), a murit tânără